# Pascal David
Pascal David, född 1850, död 1908, var en elsassisk politiker.
David blev posttjänsteman 1869, och kom flera gånger i konflikt med myndigheterna på grund av sina politiska åsikter. 1880 blev han medarbetare i Kölnische Zeitung och var från 1882 redaktör för dess dotterbolag, Strassburger Post. David bekämpade det preussiska systemet i sitt hemland och försökte hitta en medelväg mellan alltyska ideal och de provinsiellt färgade, han själv drev.